# Amsterdam Science Park
L'Amsterdam Science Park és un nou barri situat al districte est d'Amsterdam, consistent en un parc científic, oficines i allotjament per a estudiants. Desenvolupat durant la dècada del 1990 en un lloc on hi havia hagut granges, el projecte d'urbanitzar el Watergraafsmeer suscità l'interès comú de la Universitat d'Amsterdam i diverses empreses del món farmacèutic. Una estació de trens regionals NS hi fou inaugurada el 2009 per l'alcalde Job Cohen.